# Elecciones federales de Canadá de 1935
La elección federal canadiense de 1935 para elegir a los miembros de la Cámara de los Comunes canadiense del décimo octavo Parlamento de Canadá se celebró el 14 de octubre de 1935. El Partido Liberal de William Lyon Mackenzie King ganó un gobierno mayoritario, derrotando a los liberales-conservadores del primer ministro R.B. Bennett.
La cuestión central fue la economía, que aún se encontraba gravemente afectada por la Gran Depresión. Bennett, que ostentaba el cargo desde las elecciones de 1930, había hecho poco para estimular la economía durante sus primeros años, creyendo que una política de aranceles altos y comercio dentro del Imperio Británico corregiría la depresión. En los últimos meses de su legislatura, cambió su postura, copiando el popular New Deal, de Franklin Roosevelt en Estados Unidos. Los votantes, preocupados por el alto desempleo y la inacción del gobierno federal, no estaban dispuestos a permitir que los conservadores liberales siguieran gobernando, a pesar de su cambio de política.
Los liberales-conservadores estaban sufriendo severas divisiones internas. Durante sus primeros años en el cargo, Bennett había abandonado a los miembros de su partido que apoyaban la intervención en la economía. Su última conversión al intervencionismo alejó al resto del partido. El exministro del gabinete, H. H. Stevens, dejó de formar el Partido de la Reconstrucción. El primer ministro, Joseph Flavelle, anunció que apoyaría a los liberales.
Los votantes optaron por la promesa de Mackenzie King de reformas suaves para restaurar la salud económica. Los liberales aplastaron a los tories, ganando 171 asientos a los liberales-conservadores 39, el peor resultado de los tories hasta su colapso en 1993. El Partido Liberal seguiría manteniendo el poder hasta 1957.
En las elecciones de 1935 se prodijo la desaparición del Partido Progresista y de los Granjeros Unidos de Alberta. Sin embargo, dos nuevos movimientos surgieron en el oeste. La nueva Federación Cooperativa de la Commonwealth, un partido socialdemócrata, compitió por primera vez en estas elecciones y ganó siete escaños, prometiendo una reforma social. El Partido del Crédito Social de Canadá tuvo aún más éxito, pues obtuvo diecisiete escaños en su plataforma de reforma monetaria a pesar de ganar menos del voto popular que el anterior.